# Îles Koshikishima
Les îles Koshikishima (甑島列島, Koshikishima rettō), appelées jusqu'en 2014 « Koshikjima », sont une chaîne d'îles du Japon en mer de Chine orientale.

## Géographie
Les îles Koshikishima appartiennent à Satsumasendai et se situent à 38 km à l'ouest d'Ichikikushikino. L'archipel est composé de trois îles principales :
- Kami-Koshiki-shima (上甑島?), au nord (superficie : 45,08 km2)
- Naka-Koshiki-shima (中甑島?), au centre (superficie : 7,29 km2)
- Shimo-Koshiki-shima (下甑島?), au sud (superficie : 66,27 km2)

et de trois îles plus petites : 
- No-jima (野島?)
- Chika-jima (近島?)
- Futago-jima (双子島?)

L'ensemble s'étend sur 118,68 km2.

### Climat
| Mois                                             | jan.      | fév.      | mars      | avril     | mai      | juin      | jui.      | août      | sep.      | oct.      | nov.      | déc.      | année     |
| ------------------------------------------------ | --------- | --------- | --------- | --------- | -------- | --------- | --------- | --------- | --------- | --------- | --------- | --------- | --------- |
| Température minimale moyenne (°C)                | 6,4       | 6,6       | 8,9       | 12,4      | 16,1     | 20,2      | 24,4      | 25        | 22,3      | 17,7      | 12,8      | 8,4       | 15,1      |
| Température moyenne (°C)                         | 9,4       | 10        | 12,5      | 16,2      | 19,9     | 23,1      | 27        | 28        | 25,4      | 21        | 16,2      | 11,5      | 18,4      |
| Température maximale moyenne (°C)                | 12,2      | 13,1      | 15,9      | 20,1      | 23,9     | 26,4      | 30,4      | 31,9      | 29,1      | 24,6      | 19,5      | 14,5      | 21,8      |
| Record de froid (°C) date du record              | −1,5 2016 | −1,3 1981 | −0,1 1984 | 3,4 1995  | 8,6 1991 | 12,4 1994 | 17,2 1989 | 19,5 1988 | 13,9 1987 | 8,4 1984  | 4,4 1985  | −0,1 1985 | −1,5 2016 |
| Record de chaleur (°C) date du record            | 22 2017   | 22,3 2021 | 25,3 1979 | 28,5 1998 | 30 2013  | 32,1 2004 | 35,2 1994 | 37,5 2013 | 34,1 2003 | 31,7 2005 | 26,6 1996 | 24,5 2018 | 37,5 2013 |
| Ensoleillement (h)                               | 87        | 106,3     | 154       | 180,3     | 185,2    | 124,4     | 186,6     | 226,7     | 189       | 187,6     | 138,8     | 103,1     | 1 868,6   |
| Précipitations (mm)                              | 103,5     | 116       | 158,9     | 208,7     | 211,2    | 475,5     | 302,8     | 215,6     | 265       | 110,9     | 139,2     | 122,4     | 2 429,7   |
| Nombre de jours avec précipitations              | 12        | 10,8      | 12,6      | 10,5      | 10,2     | 14,5      | 10,2      | 9,9       | 10        | 7,2       | 9,5       | 11        | 128,4     |
| dont nombre de jours avec précipitations ≥ 10 mm | 3,3       | 3,5       | 5,4       | 5,6       | 5        | 9,1       | 6,1       | 5,4       | 5         | 2,8       | 4,1       | 3,4       | 58,8      |

| Diagramme climatique                                  |            |              |               |               |               |               |             |             |               |               |              |
| J                                                     | F          | M            | A             | M             | J             | J             | A           | S           | O             | N             | D            |
| 12,26,4103,5                                          | 13,16,6116 | 15,98,9158,9 | 20,112,4208,7 | 23,916,1211,2 | 26,420,2475,5 | 30,424,4302,8 | 31,925215,6 | 29,122,3265 | 24,617,7110,9 | 19,512,8139,2 | 14,58,4122,4 |
| Moyennes : • Temp. maxi et mini °C • Précipitation mm |            |              |               |               |               |               |             |             |               |               |              |

## Histoire
Les îles Koshikishima appartenaient sous l'ère Meiji à la province de Satsuma et étaient composées de quatorze villages. En 1889, ces villages ont été regroupés en deux communes : Kami-Koshiki et Shimo-Koshiki. En 1897, les îles ont été fusionnées avec Satsuma-gun puis, en 2004, lors de la grande fusion entreprise au Japon (Fusions et dissolutions de municipalités au Japon (en)), les villages ont été fusionnés à Satsumasendai.

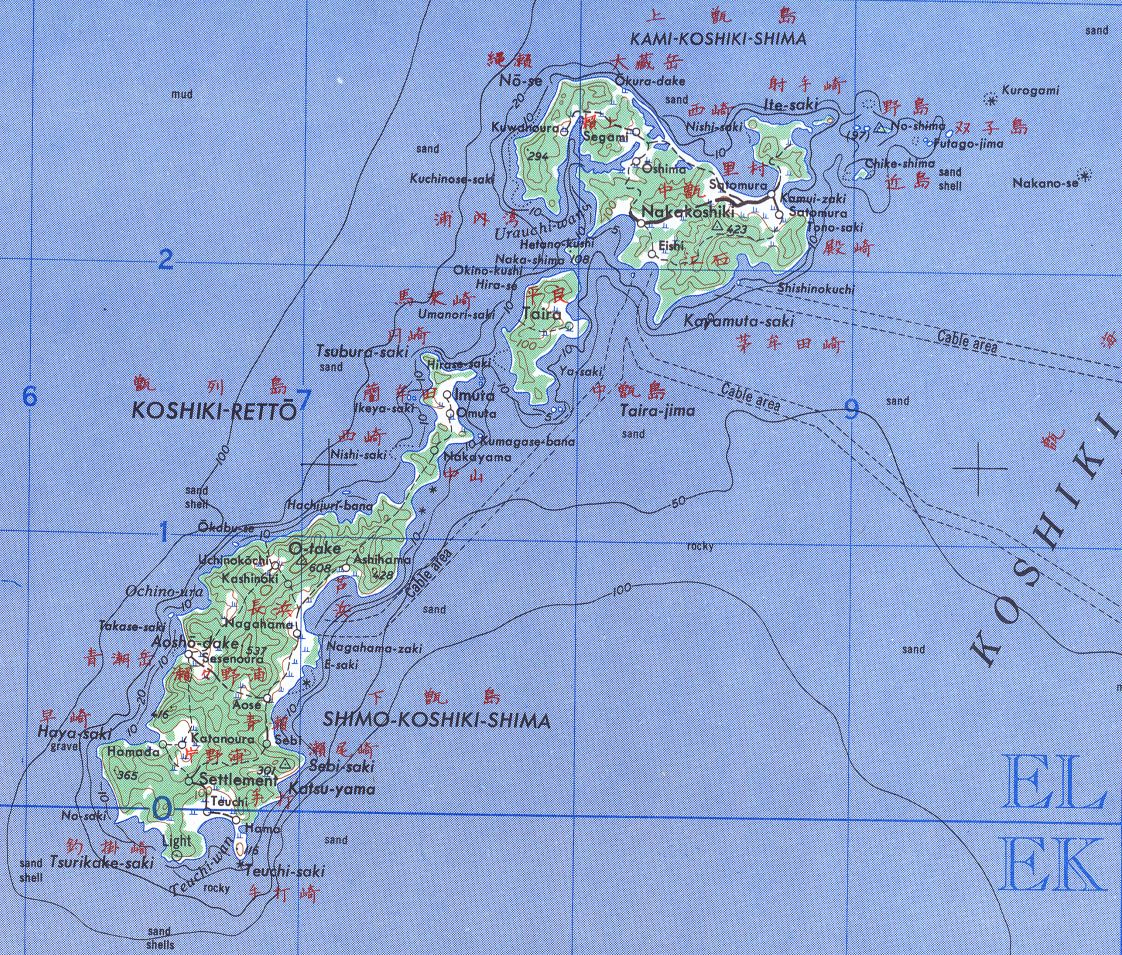
Carte de l'archipel.